# Хьюз, Альфред
Альфред Коллингвуд Хьюз (англ. Alfred Collingwood Hughes; 1868 — 17 февраля 1935) — британский яхтсмен, бронзовый призёр летних Олимпийских игр 1908 года.
На Играх 1908 года в Лондоне Хьюз соревновался в классе 8 м. Его команда дважды приходила к финишу второй и один раз третьей, заняв в итоге третье место.